# Hedwigidium glyphocarpum
Hedwigidium glyphocarpum är en bladmossart som beskrevs av Georg Friedrich von Jaeger 1880. Hedwigidium glyphocarpum ingår i släktet Hedwigidium och familjen Hedwigiaceae. Inga underarter finns listade i Catalogue of Life.